# Ондавска-Врховина
О́ндавска-Врхо́вина, Ондавская возвышенность (словац. Ondavská vrchovina) — часть Низких Бескид. Наивысшая точка — гора Магура, 900 м. Ондавская возвышенность относится к бассейну Топли и Ондавы. Ондавская возвышенность в основном покрыта широколиственными лесами, состоящими из бука и дуба.

## Достопримечательности
- Город Бардейов
- Развалины замка Зборовски Град
- Развалины замка Бреков